# Owen Chamberlain
Owen Chamberlain, ameriški fizik, * 10. julij 1920, San Francisco, Kalifornija, ZDA, † 28. februar 2006, Berkeley, Kalifornija.
Chamberlain je leta 1959 prejel Nobelovo nagrado za fiziko »za odkritje antiprotona.«